# Radziecka Socjalistyczna Republika Taurydy
Radziecka Socjalistyczna Republika Taurydy (także Tauryjska Socjalistyczna Republika Radziecka) – państwo utworzone z inicjatywy bolszewików na Krymie. Jego powstanie zostało proklamowane 22 marca 1918 r., jednak faktycznie władza pozostawała w rękach partii bolszewickiej oraz marynarzy Floty Czarnomorskiej, sympatyzujących z bolszewikami lub anarchistami, już od stycznia tego roku. Republika Taurydy przetrwała do 1 maja, gdy cały Krym został zajęty przez wojska niemieckie oraz, na krótko, także ukraińskie, zmuszone następnie do wycofania się. Krótkim rządom bolszewików towarzyszyła fala terroru i grabieży urządzona przez zrewolucjonizowanych marynarzy.

## Historia

### Okoliczności powstania
Rewolucja lutowa 1917 r. została początkowo na Krymie przyjęta spokojnie. Na wsi praktycznie nie doszło do zamieszek i spontanicznego przejmowania ziemi przez chłopów. Wicegubernator, książę Siergiej Gorczakow przekazał władzę komisarzowi Rządu Tymczasowego Jakowowi Charczence, którego następnie zastąpił I. Bogdanow. Równocześnie w marcu 1917 r. na całym Krymie powstały rady delegatów robotniczych i żołnierskich, które nie pozostawały w konflikcie z administracją rządową. W Sewastopolu utworzono komitet wykonawczy żołnierzy, marynarzy i oficerów. W największych miastach na półwyspie – Sewastopolu, Symferopolu, Eupatorii i Jałcie – zdecydowanie najpopularniejszą partią w dumach miejskich byli eserowcy. W Symferopolu wyraźną reprezentację mieli również kadeci, mienszewicy mieli pojedynczych przedstawicieli, natomiast bolszewicy zdołali wprowadzić jednego przedstawiciela jedynie do dumy sewastopolskiej. Natomiast w radach robotniczych i żołnierskich najsilniejszą partią byli mienszewicy. Pod ich wpływem zjazd rad Krymu w maju 1917 r. zdecydował, iż robotnicze i żołnierskie organizacje nie powinny wzmacniać antagonizmów klasowych, a jedynie sprzyjać rozwojowi proletariackiej samoświadomości. Eserowcy w samym Sewastopolu w połowie 1917 r. mieli 27 tys. zarejestrowanych członków, natomiast bolszewicy dopiero tworzyli organizację partyjną. Ponadto w sierpniu 1917 r. w Symferopolu zaczęli organizować się zwolennicy Ukraińskiej Centralnej Rady.

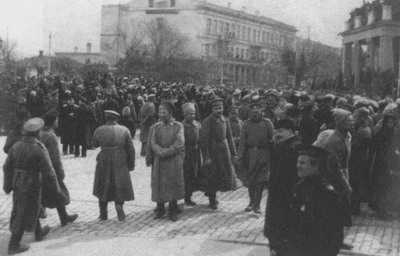
Mityng w Sewastopolu, październik 1917 r.

Po rewolucji październikowej i obaleniu Rządu Tymczasowego na Krymie zapanował chaos. Dwa tysiące marynarzy z Sewastopola udało się nad Don, by walczyć z siłami atamana Aleksieja Kaledina, inna grupa 800 marynarzy udała się do Kijowa, by dołączyć do wojsk Centralnej Rady. Na początku grudnia resztki oddziałów marynarzy, rozbitych w walkach z białymi nad Donem, wróciły do Sewastopola i rozpoczęły tam samosądy na oficerach Floty Czarnomorskiej, zabijając przynajmniej kilkudziesięciu. W tym samym czasie, pod koniec listopada 1917 r., do organizacji swojego państwa na Krymie przystąpili Tatarzy. 25 listopada 1917 roku w Bakczysaraju powołali oni do życia kurułtaj (Konstytuantę) i proklamowali niepodległość Krymskiej Republiki Ludowej ze stolicą w Symferopolu. Tatarzy stanowili jedynie 25% ludności Krymu, jednak ich świadomość narodowa i polityczna stała na wysokim poziomie. Na czele rządu republiki krymskiej stanął Noman Çelebicihan.

### Walka Tatarów krymskich z bolszewikami
W opozycji do dążeń niepodległościowych Tatarów stali miejscowi bolszewicy, którzy z racji braku ośrodków przemysłowych i robotników mogli liczyć na poparcie w zasadzie jedynie wśród marynarzy Floty Czarnomorskiej. W nocy z 15 na 16 grudnia 1917 r. sewastopolska rada delegatów robotniczych i żołnierskich wybrała całkowicie nowy skład i prezydium, do którego weszli wyłącznie bolszewicy z przewodniczącym Jurijem Gawienem na czele. Władza w Sewastopolu faktycznie przeszła w ich ręce. 23 grudnia/8 stycznia bolszewicy wprost wystąpili przeciwko Tatarom. Radziecki komisarz Bogdanow nakazał aresztowanie tatarskich przywódców, bolszewicy zażądali podporządkowania sił wojskowych na Krymie partyjnym komisarzom. Ze swojej strony Tatarzy przystąpili do tworzenia własnych sił zbrojnych i rozbrajania oddziałów, które nie chciały uznać ich rządu. 23 grudnia rozbroili niechętne im oddziały w Eupatorii, zaś 9 stycznia zatrzymali i rozbroili pod Bachczysarajem grupę 700 marynarzy-maruderów. W Eupatorii i Teodozji tatarskie oddziały atakowały bolszewików i innych rewolucyjnych agitatorów. Następnie siły tatarskie skierowały się na Sewastopol. 2 Pułk Konny oraz dwie kompanie pułku "Hurrijet" (Wolność) podjęły próbę zdobycia mostu kolejowego w Kamyszły, zostały jednak zatrzymane przez drużynę uzbrojonych pracowników zakładów "Siewmorzawod". 10/23 stycznia Tatarzy zajęli natomiast położony w okolicy majątek hrabiego Mordwinowa, zmuszając oddział zrewolucjonizowanych marynarzy do wycofania się za Kaczą. Jednak 13/26 stycznia 1918 r. w bitwie nad rzeką Almą siły tatarskie zostały rozbite. Kurułtaj i tatarski rząd w Symferopolu zostały obalone, a miasto zajęte praktycznie bez walki. W zdobytym Symferopolu doszło do masowych egzekucji przywódców ruchu narodowego Tatarów oraz byłych oficerów armii carskiej. Rozstrzelany został m.in. premier Krymskiej Republiki Ludowej Çelebicihan. Praktycznie nie da się przy tym rozstrzygnąć, które morderstwa odbyły się z rozkazu bolszewickich przywódców, których zaś marynarze dopuścili się z własnej inicjatywy.
W następnych dniach sewastopolscy marynarze oraz robotnicy, wśród których byli zwolennicy bolszewików i anarchistów, na okrętach dotarli z Sewastopola do Eupatorii, pokonując w mieście oddziały tatarskie. W podobnych okolicznościach zdobyli kontrolę nad Teodozją, a także Jałtą, choć w tym mieście napotkali silny opór ze strony oddziałów tatarskich oraz organizacji muzułmańskiej "Tan". We wszystkich zdobywanych miastach marynarze dopuszczali się morderstw i grabieży, pozostając przy tym całkowicie bezkarni. W Sewastopolu w nocy z 21 na 22 oraz z 22 na 23 lutego marynarze dokonali zbiorowej egzekucji przebywających w miejscowym więzieniu dawnych oficerów armii rosyjskiej. Zginęło wówczas od 250 do 300 oficerów, a rozmiary przemocy zaniepokoiły nawet Lwa Trockiego, który wezwał przedstawiciela krymskich bolszewików do Petersburga. Władimir Romieniec, komisarz Floty Czarnomorskiej, zdołał jednak przekonać Lenina, iż masowy terror był odpowiedzią na wykryty na miejscu kontrrewolucyjny spisek, a bolszewicki przywódca uznał, iż "w wyjątkowych sytuacjach" tak bezwzględne działania mogły być usprawiedliwione. W rzeczywistości na Krymie nie powstał żaden ruch kontrrewolucyjny, sprzeciwiający się władzy bolszewickiej.

### Proklamowanie, funkcjonowanie i upadek republiki
W dniach 7-10 marca 1918 r. w Symferopolu odbył się zjazd rad, komitetów rewolucyjnych i chłopskich guberni taurydzkiej. Zjazd postanowił kontynuować wojnę rewolucyjną z Niemcami mimo podpisana 3 marca pokoju brzeskiego, następnie jednak zmienił decyzję po zapoznaniu się z sytuacją na froncie. Następnie utworzony został Taurydzki Centralny Komitet Wykonawczy, do którego weszło 12 bolszewików i 8 lewicowych eserowców – przedstawiciele tych partii nadawali ton obradom zjazdu. Obecnym na zjeździe przedstawicielom Tatarów odmówiono dopuszczenia do komitetu jednego lub dwóch bezpartyjnych przedstawicieli tej narodowości. Przewodniczącym komitetu wykonawczego został bolszewik Żan Miller.
Już po oficjalnym zamknięciu zjazdu Lenin i Trocki zdecydowali, iż na Krymie powinna zostać utworzona autonomiczna republika radziecka, część Rosyjskiej SRR. Centralny Komitet Wykonawczy ogłosił wznowienie obrad 19 marca i ogłosił utworzenie Taurydzkiej Republiki Rad, obejmującej powiaty symferopolski, teodozyjski, eupatoryjski, jałtański, dnieprowski, melitopolski, perekopski i bierdiański. 22 marca zmieniono nazwę republiki na Radziecka Socjalistyczna Republika Taurydy, a jej terytorium ograniczono do Półwyspu Krymskiego. Utworzono Radę Komisarzy Ludowych, której przewodnictwo objął przybyły z polecenia radzieckiego rządu Anton Słucki. W czasie, gdy tworzono republikę, wojska niemieckie wkraczały już na Ukrainę, od 13 marca kontrolowały Odessę, zaś na Krym weszły 18 kwietnia. Równocześnie marsz w kierunku Krymu prowadziły, przez Aleksandrowsk i Perekop, wojska Ukraińskiej Republiki Ludowej pod dowództwem Petra Bołboczana. Władze ukraińskie postawiły przed nim zadanie zajęcia Sewastopola, zanim dotrą do niego Niemcy, by Flota Czarnomorska została przejęta przez Ukrainę. Równocześnie na półwyspie wybuchło zbrojne powstanie Tatarów, którego centrum była Ałuszta. Tatarskie oddziały, walcząc z bolszewikami, dopuszczały się również ataków na nieuzbrojone wioski zamieszkiwane przez Rosjan i Greków. Rząd Radzieckiej Republiki Taurydy zapewniał, że Niemcom stawiony zostanie opór.
21 kwietnia członkowie Rady Komisarzy Ludowych Radzieckiej Republiki Taurydy, między innymi jej przewodniczący Anton Słucki, Iwan Siemionow, Jan Tarwacki i komisarz spraw wewnętrznych Stanisław Nowosielski zostali pojmani przez oddział tatarski, gdy jechali z Symferopola do Teodozji. Przewieziono ich do Ałuszty, tam poddano torturom i ostatecznie rozstrzelano pod miastem 24 kwietnia. Egzekucję przeżył zastępca przewodniczącego rady Siemionow. Tatarscy powstańcy opanowali Sudak, Stary Krym, Karasubazar oraz wioski położone między Ałusztą i Jałtą. Tymczasem w nocy z 23 na 24 kwietnia oddział marynarzy z Sewastopola dokonał w Ałuszcie udanego desantu. W wyparciu Tatarów z miasta pomogli im miejscowi Rosjanie i Grecy. Następnie bolszewicy odzyskali Stary Krym i Karasubazar, zaś w Sudaku Tatarzy poddali się bez walki.
25 kwietnia mało liczebne i słabo uzbrojone oddziały marynarzy, które miały bronić republiki Taurydy, porzuciły pozycje obronne, udając się na zacumowane przy brzegu okręty lub pozostając na wybrzeżu. Bolszewiccy przywódcy zamierzali ratować przed Niemcami okręty Floty Czarnomorskiej i w tym celu w końcu kwietnia zwolnili z więzienia kontradmirała Michaiła Sablina. Udało mu się ewakuować część okrętów do Noworosyjska. 30 kwietnia Niemcy dotarli do Teodozji, zaś 1 maja oddziały niemieckie i ukraińskie opanowały Sewastopol. W mieście doszło do masowych zabójstw działaczy bolszewickich i ich sympatyków. Niemcy dokonali aresztowań setek osób, które pracowały w administracji republiki radzieckiej, nawet na niskich stanowiskach. W obozie pod Kerczem osadzono ok. 700 wziętych do niewoli czerwonogwardzistów. Radziecka Republika Taurydy upadła, co miejscowa ludność, przerażona wcześniejszym postępowaniem zrewolucjonizowanych marynarzy, przyjęła z ulgą.
Dowodzący zgrupowaniem niemieckim, które zajęło Krym gen. Robert von Kosch postawił Bołboczanowi ultimatum, żądając wycofania jednostek ukraińskich z półwyspu. Ultimatum zostało przyjęte. Na półwyspie ustanowiono została niemiecka okupacyjna administracja wojskowa.